# Best Intentions
Best Intentions  es el álbum debut de la banda de pop punk estadounidense We Are the In Crowd. Fue Publicado el 4 de julio de 2011 en Estados Unidos y tiene como principales sencillos a "Rumor Mill", "Kiss me again", "On your own" y "Exits and entrances".

## Antecedentes
"This Isn't Goodbye, It's BRB" fue escrito para su inclusión en el primer EP de la banda, pero fue rechazado. La sección del puente se utilizó para "Carry Me Home", dando lugar a una nueva versión de la canción que fue escrito para Best Intentions.

## Publicación
El Primer sencillo, "Rumor Mill", fue lanzado el 26 de julio de 2011. La banda anunció el título del álbum y su fecha de lanzamiento el 3 de agosto y las órdenes de preventa autorizadas para el álbum el mismo día. Best intentions fue lanzado el 4 de octubre de 2011 Por Hopeless Records.

## Recepción
El álbum fue incluido en el número 30 de "Los 51 más esenciales Album Pop Punk de todos los tiempos" de Rock Sound.
En el Reino Unido el álbum ha alcanzado su punto máximo en el número 10 en la lista de alternativos. 

## Lista de canciones
Todas las canciones escritas y compuestas por We Are the In Crowd. 
| Best Intentions |                                |          |  |
| N.º             | Título                         | Duración |  |
| 1.              | «Rumor Mill»                   | 3:39     |  |
| 2.              | «This Isn't Goodbye, It's BRB» | 3:08     |  |
| 3.              | «The Worst Thing About Me»     | 2:43     |  |
| 4.              | «Kiss Me Again»                | 3:19     |  |
| 5.              | «On Your Own»                  | 3:23     |  |
| 6.              | «All Or Nothing»               | 3:08     |  |
| 7.              | «Exits and Entrances»          | 3:07     |  |
| 8.              | «See You Around»               | 2:59     |  |
| 9.              | «You've Got It Made»           | 3:42     |  |
| 10.             | «Better Luck Next Time»        | 2:51     |  |
| 31:52           |                                |          |  |

## Personal
- Taylor Jardine: voz, teclados, violín en "You've Got It Made"
- Jordan Eckes: guitarra y coros
- Mike Ferri: bajo
- Cameron Hurley: guitarra
- Rob Chianelli: batería

Alex Gaskarth (All Time Low) Vocalista en "Kiss me again"
- Datos: Q2899961